# Place Nikola Šubić Zrinski
La place Nikola Šubić Zrinski est une place arborée de Zagreb, en Croatie.